# Цеэлим
Цеэлим (ивр. נחל צאלים‎, ар. вади-а-сиаль) — пересыхающая река в Израиле, протекающая в Иудейской пустыне и впадающая в Мёртвое море севернее Масады. В русле ручья множество источников и пещер. Площадь водосборного бассейна — 200 км² (или 287 км²). Длина реки составляет 32 км. Арабское название реки означает «река больших наводнений», а еврейское название происходит от упомянутого в библии дерева «цеэла».
Река начинается в Арадской низменности, а её основные притоки — на Хевронском нагорье. В нижнем течении река течёт по каньону глубиной до нескольких сот метров.
Река является популярным местом для наблюдения за наводнениями.